# Lilaste (stacja kolejowa)
Lilaste – stacja kolejowa w miejscowości Lilaste, w gminie Ādaži, na Łotwie. Położona jest na linii Ryga - Skulte.

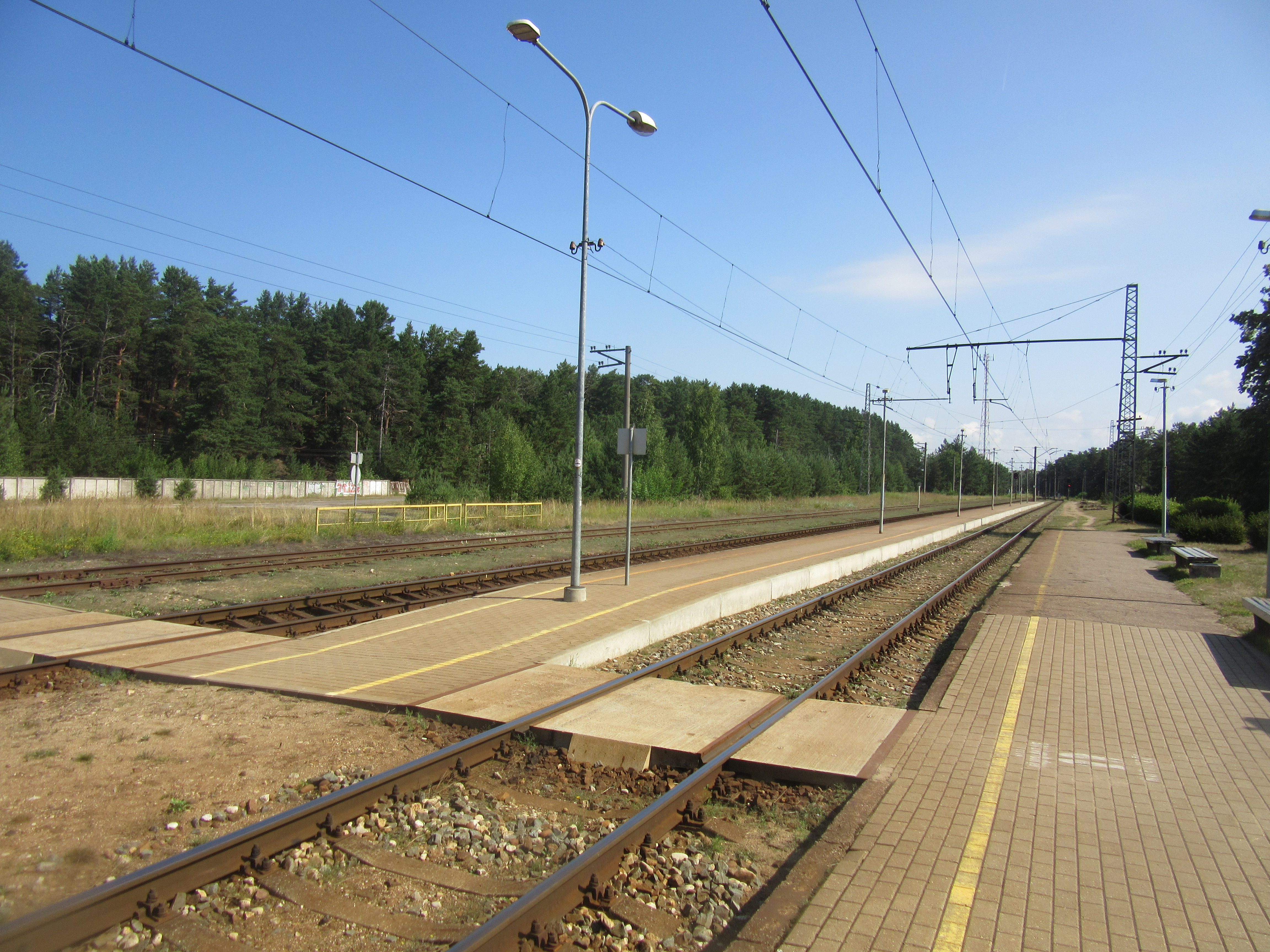
Perony